# أخيضر سميك المنقار
أخيضر سميك المنقار (الاسم العلمي:Vireo crassirostris) (بالإنجليزية: Thick-billed Vireo)‏ هو نوع من الطيور يتبع جنس الأخيضر من الفصيلة الأخيضرية.